# Острая (гора, Приморский край)
Острая — одна из вершин горной системы Сихотэ-Алинь.
Расположена в труднодоступной горно-таёжной местности. Высота горы Острая 1758 метров над уровнем моря, это четвёртая по высоте вершина Приморского края (после Аник, Облачной, Болотной). Она находится в северо-восточной части Приморского края (Тернейский район). Расположена на водоразделе реки Максимовка и р. Бикин. Выше 900 м на южных склонах и выше 1200 м на северных распространены заросли кедрового стланника и каменные россыпи.